# Galop

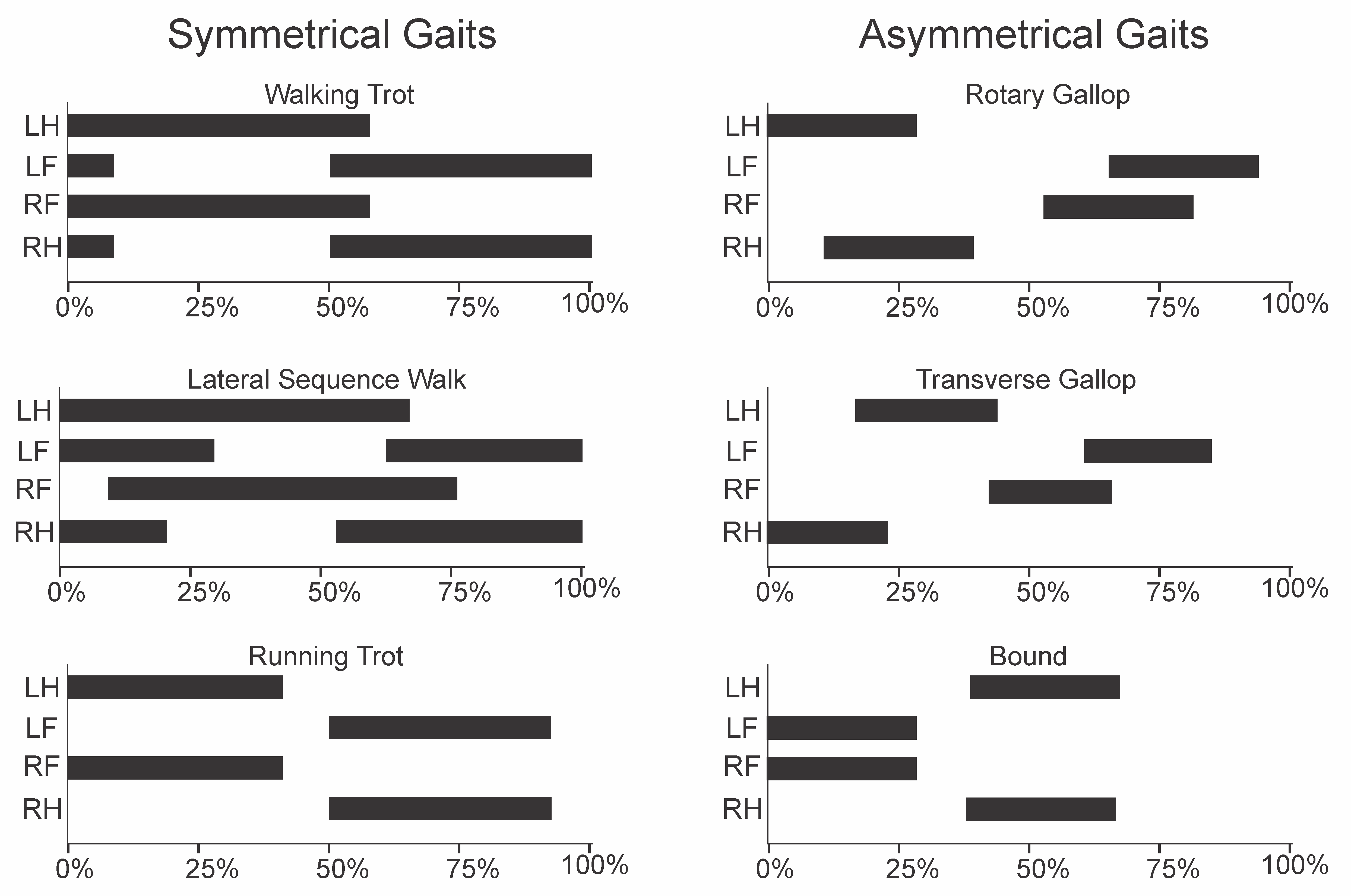
Rechts de verschillende vormen van galop

Galop is een snelle asymmetrische gang van viervoetigen als het paard, hond en jachtluipaard. De gang is asymmetrisch omdat niet alle ledematen in dezelfde mate worden gebruikt en omdat deze asymmetrisch is, is er een verschil tussen een linker-, rechter- en kruisgalop. Er zijn verschillende vormen van galop:
- transversale galop of rengalop
- handgalop, arbeidsgalop of korte galop
- draaiende galop
- gestrekte galop
- spronggalop

De meeste diersoorten met een galop gebruiken slechts een van de vormen daarvan, afhankelijk van omgevings-, morfometrische en biomechanische factoren. Een kleiner aantal gebruikt er meerdere, afhankelijk van de vereiste snelheid. Dieren met een transversale galop hebben over het algemeen grote en langere ledematen, terwijl bij roterende galop de uitslag van de ledematen veel groter is.
Alberto Minetti heeft de galop beschreven als opgetelde vorm van twee tweevoetige huppelende gangen.

## Elastische energie van de rug
Bij modellen waarbij de elasticiteit van de rug buiten beschouwing wordt gelaten, is de efficiëntie van de galop lager dan andere gangen, ook bij hogere snelheid. De lange rugspier longissimus thoracis speelt echter een belangrijke rol bij de galop, waarbij de aponeurosis van deze spier elastische energie opslaat, zodat de wervelkolom als een veersysteem werkt. Aangezien de benen sneller naar achteren bewegen dan naar voren, kan dit alleen werken doordat de elastische energie van het ene been via de aponeurosis wordt overgedragen aan het andere been. Hierdoor kan een groot deel van de anders verloren gegane inwendige kinetische energie (IKE) worden teruggewonnen en dit maakt deze gang bij hogere snelheid de meest efficiënte.

## Transversale galop

Rengalop

De transversale galop is de natuurlijke galop van paarden en is een viertakt of viertelgang. Bij een rechtergalop wordt eerst de linkerachtervoet neergezet, gevolgd door de rechterachtervoet, de linkervoorvoet en de rechtervoorvoet, waarna een zweefmoment volgt. De rechtervoorvoet maakt daarbij voor de afzet een langere stap, terwijl de linkerachtervoet de landing maakt. De rechterachtervoet levert de meeste kracht voor de afzet. Het is de snelste gang die ook op de renbaan wordt gebruikt, maar kost zeer veel energie.

## Handgalop

Rechtergalop

De handgalop, arbeidsgalop of korte galop is een drietelgang die hetzelfde patroon volgt als de rengalop, maar hierbij worden bij een rechtergalop de rechterachtervoet en de linkervoorvoet tegelijkertijd neergezet. Deze gang wordt wel op de rijbaan gebruikt.

## Draaiende galop
De draaiende galop is een viertelgang en is de natuurlijke galop van carnivoren, knaagdieren, varkens en kleine hoefdieren, met het jachtluipaard en de greyhound als bekendste vertegenwoordigers. Het patroon is gelijk aan de rengalop, maar kent twee zweefmomenten. Ook na het afzetten met de achterbenen volgt hierbij een zweefmoment. De relatieve stap van het jachtluipaard is tweemaal zo groot als die van het paard en daarmee is deze galop de snelste van alle, maar kost ook de meeste energie. Zowel jachtluipaard als antilope maken gebruik van de draaiende galop, waarbij de antilope in het voordeel is met langere ledematen. Carnivoren verlengen hun stappen echter door hun flexibelere romp, zodat de achterbenen ver voor de afzet van de voorbenen neer kunnen komen.

## Gestrekte galop en spronggalop
Bij de gestrekte galop bewegen achterbenen tegelijkertijd en de voorbenen tegelijkertijd, bij de spronggalop komen de voorbenen na elkaar neer. Onder meer konijnen, hazen en andere kleine zoogdieren maken hier gebruik van.

## Galopkeuze
De keuze voor een bepaalde gang is niet alleen afhankelijk van snelheid, helling en terreinstructuur, maar ook van de anatomie en fysiologie van een soort. Wat betreft anatomie zijn lichaamsmassa, de relatieve lengte van de ledematen en de hoek die ze maken en de hoogte-lengteverhouding bepalend voor het type galop. Dit resulteert onder meer in verschillende keuzes bij de roofdieren hyena's, katachtigen en hondachtigen. Dat verwante soorten een vergelijkbare gang gebruiken, lijkt vooral te wijten aan morfologische en ecologische factoren en is niet zozeer fylogenetisch bepaald. Zo gebruiken de rode vos en de poolvos elk een andere galop door een andere omgeving.
Hyena's hebben een lange nek en lange voorpoten en gebruiken de transversale galop. Hondachtigen zijn voor de jacht afhankelijk van zowel snelheid als uithoudingsvermogen en wisselen de galop afhankelijk van de snelheid af. Katachtigen besluipen hun prooi vooral en maken gebruik van de draaiende galop.
| Orde                            | Familie        | Soort                      | Naam                    | Galop |
| ------------------------------- | -------------- | -------------------------- | ----------------------- | ----- |
| Carnivora (Roofdieren)          | Hyaenidae      | Hyaena hyaena              | Gestreepte hyena        | T     |
| Carnivora (Roofdieren)          | Hyaenidae      | Crocuta crocuta            | Gevlekte hyena          | T     |
| Carnivora (Roofdieren)          | Felidae        | Acinonyx jubatus           | Jachtluipaard           | R     |
| Carnivora (Roofdieren)          | Felidae        | Lynx canadensis            | Canadese lynx           | R     |
| Carnivora (Roofdieren)          | Felidae        | Puma concolor              | Poema                   | R     |
| Carnivora (Roofdieren)          | Felidae        | Felis catus                | Kat                     | R     |
| Carnivora (Roofdieren)          | Felidae        | Uncia uncia                | Sneeuwpanter            | R     |
| Carnivora (Roofdieren)          | Felidae        | Panthera pardus            | Luipaard                | R     |
| Carnivora (Roofdieren)          | Felidae        | Panthera leo               | Leeuw                   | R     |
| Carnivora (Roofdieren)          | Felidae        | Panthera tigris            | Tijger                  | R     |
| Carnivora (Roofdieren)          | Felidae        | Panthera onca              | Jaguar                  | R     |
| Carnivora (Roofdieren)          | Canidae        | Chrysocyon brachiurus      | Manenwolf               | S     |
| Carnivora (Roofdieren)          | Canidae        | Speothos venaticus         | Boshond                 | S     |
| Carnivora (Roofdieren)          | Canidae        | Canis aureus               | Goudjakhals             | S     |
| Carnivora (Roofdieren)          | Canidae        | Canis mesomelas            | Zadeljakhals            | S     |
| Carnivora (Roofdieren)          | Canidae        | Canis simensis             | Ethiopische wolf        | S     |
| Carnivora (Roofdieren)          | Canidae        | Canis lupus                | Wolf                    | S     |
| Carnivora (Roofdieren)          | Canidae        | Canis familiaris           | Hond                    | S     |
| Carnivora (Roofdieren)          | Canidae        | Canis latrans              | Coyote                  | S     |
| Carnivora (Roofdieren)          | Canidae        | Cuon alpinus               | Aziatische wilde hond   | S     |
| Carnivora (Roofdieren)          | Canidae        | Lycaon pictus              | Afrikaanse wilde hond   | S     |
| Carnivora (Roofdieren)          | Canidae        | Vulpes lagopus             | Poolvos                 | T     |
| Carnivora (Roofdieren)          | Canidae        | Vulpes vulpes              | Rode vos                | S     |
| Carnivora (Roofdieren)          | Procyonidae    | Procyon lotor              | Wasbeer                 | T     |
| Carnivora (Roofdieren)          | Mustelidae     | Meles meles                | Das                     | T     |
| Carnivora (Roofdieren)          | Mustelidae     | Gulo gulo                  | Veelvraat               | R     |
| Carnivora (Roofdieren)          | Otariidae      | Eumetopias jubatus         | Stellerzeeleeuw         | T     |
| Carnivora (Roofdieren)          | Ursidae        | Melursus ursinus           | Lippenbeer              | R     |
| Carnivora (Roofdieren)          | Ursidae        | Ursus americanus           | Amerikaanse zwarte beer | S     |
| Carnivora (Roofdieren)          | Ursidae        | Ursus arctos               | Bruine beer             | S     |
| Carnivora (Roofdieren)          | Ursidae        | Ursus maritimus            | IJsbeer                 | T     |
| Artiodactyla (Evenhoevigen)     | Suidae         | Phacochoerus aethiopicus   | Woestijnknobbelzwijn    | T     |
| Artiodactyla (Evenhoevigen)     | Suidae         | Sus scrofa                 | Wild zwijn              | T     |
| Artiodactyla (Evenhoevigen)     | Camelidae      | Camelus dromedarius        | Dromedaris              | T     |
| Artiodactyla (Evenhoevigen)     | Camelidae      | Camelus bactrianus         | Kameel                  | T     |
| Artiodactyla (Evenhoevigen)     | Camelidae      | Lama glama                 | Lama                    | T     |
| Artiodactyla (Evenhoevigen)     | Giraffidae     | Giraffa camelopardalis     | Noordelijke giraffe     | R     |
| Artiodactyla (Evenhoevigen)     | Giraffidae     | Okapia johnstoni           | Okapi                   | R     |
| Artiodactyla (Evenhoevigen)     | Bovidae        | Gazella dorcas             | Dorcasgazelle           | R     |
| Artiodactyla (Evenhoevigen)     | Bovidae        | Gazella subgutturosa       | Kropgazelle             | R     |
| Artiodactyla (Evenhoevigen)     | Bovidae        | Eudorcas thomsonii         | Thomsongazelle          | R     |
| Artiodactyla (Evenhoevigen)     | Bovidae        | Nanger dama                | Damagazelle             | R     |
| Artiodactyla (Evenhoevigen)     | Bovidae        | Nanger granti              | Grantgazelle            | R     |
| Artiodactyla (Evenhoevigen)     | Bovidae        | Antilope cervicapra        | Indische antilope       | T     |
| Artiodactyla (Evenhoevigen)     | Bovidae        | Litocranius walleri        | Gerenoek                | R     |
| Artiodactyla (Evenhoevigen)     | Bovidae        | Saiga tatarica             | Saiga                   | R     |
| Artiodactyla (Evenhoevigen)     | Bovidae        | Capra falconeri            | Schroefhoorngeit        | T     |
| Artiodactyla (Evenhoevigen)     | Bovidae        | Capra hircus               | Geit                    | T     |
| Artiodactyla (Evenhoevigen)     | Bovidae        | Ovis ammon                 | Argali                  | T     |
| Artiodactyla (Evenhoevigen)     | Bovidae        | Ovis aries                 | Schaap                  | T     |
| Artiodactyla (Evenhoevigen)     | Bovidae        | Ovis canadensis            | Dikhoornschaap          | T     |
| Artiodactyla (Evenhoevigen)     | Bovidae        | Ammotragus lervia          | Manenschaap             | T     |
| Artiodactyla (Evenhoevigen)     | Bovidae        | Rupicapra rupicapra        | Gems                    | S     |
| Artiodactyla (Evenhoevigen)     | Bovidae        | Oreamnos americanus        | Sneeuwgeit              | T     |
| Artiodactyla (Evenhoevigen)     | Bovidae        | Syncerus caffer            | Kafferbuffel            | S     |
| Artiodactyla (Evenhoevigen)     | Bovidae        | Bos taurus                 | Watusirund              | R     |
| Artiodactyla (Evenhoevigen)     | Bovidae        | Bison bison                | Amerikaanse bizon       | T     |
| Artiodactyla (Evenhoevigen)     | Bovidae        | Bison bonasus              | Wisent                  | T     |
| Artiodactyla (Evenhoevigen)     | Bovidae        | Tragelaphus spekei         | Sitatoenga              | R     |
| Artiodactyla (Evenhoevigen)     | Bovidae        | Tragelaphus strepsiceros   | Grote koedoe            | R     |
| Artiodactyla (Evenhoevigen)     | Bovidae        | Taurotragus orix           | Elandantilope           | R     |
| Artiodactyla (Evenhoevigen)     | Bovidae        | Kobus leche                | Litschiewaterbok        | S     |
| Artiodactyla (Evenhoevigen)     | Bovidae        | Oryx dammah                | Algazel                 | T     |
| Artiodactyla (Evenhoevigen)     | Bovidae        | Oryx leucoryx              | Arabische oryx          | T     |
| Artiodactyla (Evenhoevigen)     | Bovidae        | Oryx gazella               | Gemsbok                 | T     |
| Artiodactyla (Evenhoevigen)     | Bovidae        | Cephalophus silvicultor    | Geelrugduiker           | T     |
| Artiodactyla (Evenhoevigen)     | Bovidae        | Aepyceros melampus         | Impala                  | R     |
| Artiodactyla (Evenhoevigen)     | Bovidae        | Alcelaphus buselaphus      | Hartenbeest             | T     |
| Artiodactyla (Evenhoevigen)     | Bovidae        | Connochaetes taurinus      | Blauwe gnoe             | T     |
| Artiodactyla (Evenhoevigen)     | Bovidae        | Connochaetes gnou          | Witstaartgnoe           | T     |
| Artiodactyla (Evenhoevigen)     | Antilocapridae | Antilocapra americana      | Gaffelbok               | S     |
| Artiodactyla (Evenhoevigen)     | Cervidae       | Hydropotes inermis         | Chinese waterree        | R     |
| Artiodactyla (Evenhoevigen)     | Cervidae       | Capreolus capreolus        | Ree                     | R     |
| Artiodactyla (Evenhoevigen)     | Cervidae       | Odocoileus hemionus        | Muildierhert            | R     |
| Artiodactyla (Evenhoevigen)     | Cervidae       | Odocoileus virginianus     | Witstaarthert           | R     |
| Artiodactyla (Evenhoevigen)     | Cervidae       | Rangifer tarandus          | Rendier                 | R     |
| Artiodactyla (Evenhoevigen)     | Cervidae       | Alces alces                | Eland                   | R     |
| Artiodactyla (Evenhoevigen)     | Cervidae       | Elaphurus davidianus       | Pater-Davidshert        | R     |
| Artiodactyla (Evenhoevigen)     | Cervidae       | Dama dama                  | Damhert                 | R     |
| Artiodactyla (Evenhoevigen)     | Cervidae       | Cervus elaphus             | Edelhert                | R     |
| Artiodactyla (Evenhoevigen)     | Cervidae       | Cervus nippon              | Sikahert                | R     |
| Perissodactyla (Onevenhoevigen) | Rhinocerotidae | Rhinoceros unicornis       | Indische neushoorn      | T     |
| Perissodactyla (Onevenhoevigen) | Equidae        | Equus caballus przewalskii | Przewalskipaard         | T     |
| Perissodactyla (Onevenhoevigen) | Equidae        | Equus caballus             | Paard                   | T     |
| Perissodactyla (Onevenhoevigen) | Equidae        | Equus hemionus             | Onager                  | T     |
| Perissodactyla (Onevenhoevigen) | Equidae        | Equus kiang                | Kiang                   | T     |
| Perissodactyla (Onevenhoevigen) | Equidae        | Equus asinus               | Wilde ezel              | T     |
| Perissodactyla (Onevenhoevigen) | Equidae        | Equus grevyi               | Grévyzebra              | T     |
| Perissodactyla (Onevenhoevigen) | Equidae        | Equus burchellii           | Burchellzebra           | T     |